# Василь Костянтинович Чорторийський
Василь Костянтинович Чорторийський (пом. після 1416) — князь, племінник короля Владислава ІІ Яґайла. В джерелах фігурує 1393 року (ймовірно, єдиний раз) на королівському дворі поряд зі князем Скиргайлом, як син «Ducis Constantini felicis memoriae». Цей Костянтин міг бути братом Ягайла Костянтином Ольгердовичем. Свого часу Каспер Нєсєцкі вважав його Коригайлом, востаннє висунув гіпотезу, що то був Костянтин Коріятович. Є сумніви щодо належності Костянтина до Гедиміновичів. Не відомо, чи ім'я Василя походить з Чорторийська на Волині. Відомо, що 1417 року на дворі короля Владислава ІІ був якийсь Василь, якого геральдисти по-батькові звуть Костянтиновичем.
Мав синів Івана, Олександра, Михайла.